# Вільяверде-де-Монтехо
Вільяверде-де-Монтехо (ісп. Villaverde de Montejo) — муніципалітет в Іспанії, у складі автономної спільноти Кастилія-і-Леон, у провінції Сеговія. Населення — 44 особи (2010).
Муніципалітет розташований на відстані близько 120 км на північ від Мадрида, 75 км на північний схід від Сеговії.
На території муніципалітету розташовані такі населені пункти: (дані про населення за 2010 рік)
- Вільяльвілья-де-Монтехо: 12 осіб
- Вільяверде-де-Монтехо: 32 особи

## Демографія
Динаміка населення (INE ):